# Sarsang-Stausee
Der Sarsang-Stausee (aserbaidschanisch Sərsəng su anbarı, armenisch Սարսանգի ջրամբար Sarsangi dschrambar) ist ein großer Stausee in Aserbaidschan. Er entsteht durch die Stauung des Flusses Tartar (Tərtər). Der Staudamm wurde 1976 erbaut. Das Kraftwerk hat eine Leistung von 50 Megawatt und produziert derzeit 65 Millionen kWh an elektrischer Energie im Jahr.

## Nutzung
Vor der Eskalation des Bergkarabachkonflikts in den 1990er Jahren wurde das Wasser des Stausees zur Bewässerung von ca. 100.000 Hektar Ackerland flussabwärts genutzt. Auch danach stellte es noch Wasser für die Ackerflächen flussabwärts bereit. Nach dem Krieg um Bergkarabach 2020 unterbrach Aserbaidschan immer wieder die Energie- und Gasversorgung von Arzach, sodass der Stausee stärker zur Energieversorgung in Anspruch genommen wurde. Zudem wurden von Aserbaidschan Reparaturarbeiten behindert. Dadurch fiel der Wasserstand deutlich auf im Mai 2023 nur noch 88 Millionen Kubikmeter, was die weitere Nutzbarkeit für Energiegewinnung und Bewässerung gefährdet.